# Playlist: The Very Best of The The
Albums de The The
45 RPM: The Singles of The The
(2002)
Playlist: The Very Best of The The est une compilation de The The, sortie le 10 mai 2011.

## Liste des titres
| No  | Titre                            | Durée |
| --- | -------------------------------- | ----- |
| 1.  | Uncertain Smile (12" Remix)      | 9:58  |
| 2.  | That Was the Day                 | 3:57  |
| 3.  | Giant                            | 9:35  |
| 4.  | Sweet Bird of Truth              | 5:24  |
| 5.  | Infected                         | 4:48  |
| 6.  | Heartland                        | 5:08  |
| 7.  | Armageddon Days (Are Here Again) | 5:28  |
| 8.  | The Beat(en) Generation          | 3:03  |
| 9.  | Kingdom of Rain                  | 5:50  |
| 10. | Jealous of Youth                 | 4:15  |
| 11. | I Saw the Light                  | 2:38  |
| 12. | Dogs of Lust                     | 3:08  |
| 13. | Love Is Stronger Than Death      | 4:37  |
| 14. | Slow Emotion Replay              | 3:54  |